# Steve Wozniak
Stephen Gary "Steve" Wozniak (født Stephan den 11. august 1950) er sammen med Steve Jobs og Ronald Wayne grundlæggerne af IT-virksomheden Apple. Wozniak og Jobs startede fra bunden og byggede sammen Apple op til en stor virksomhed.
I 1985 forlod Wozniak selskabet og har siden beskæftiget sig med undervisning, forskellige teknologiske sideprojekter samt en del velgørenhed.